# Most Żelazny w Kaliszu
Most Żelazny w Kaliszu – most drogowy na Kanale Bernardyńskim w Kaliszu, w ciągu ulicy Stawiszyńskiej, stalowy, kratowy, dwuprzęsłowy, wzniesiony w latach 1865–1866 według projektu Juliana Majewskiego, zburzony w 1945, łączył Warszawskie Przedmieście z Chmielnikiem; pierwszy polski most o konstrukcji stalowej; na jego przyczółkach w latach 1955–1956 posadowiono most Bernardyński; na przyczółku północnym zachowana piaskowcowa tablica erekcyjna.